# サーモプシス・カロリニアナ
サーモプシス・カロリニアナ（学名: Thermopsis carolini-Ana、英語:Aaron’s rod）は、マメ科センダイハギ属の草本。 

直立する花序に黄色い花が多くつく。